# كروس رودز
كروس رودز (بالإنجليزية: Cross Roads)‏ هو أول ألبوم أفضل الأعمال أصدرته فرقة الروك الأمريكية بون جوفي، وصدر يوم 13 أكتوبر 1994 من قبل تسجيلات ميركوري. يحتوي الألبوم على أعمال ناجحة في الفترة بين ألبومي بون جوفي (1984) وكيب ذا فيث (1992) مع أغنيتين منفردتين جديدتين: «دائما» و "Someday I'll Be Saturday Night"، فضلا عن نسخة محدثة من "Livin' on a Prayer" بعنوان "Prayer '94" متوفرة فقط في إصدار أمريكا الشمالية.
لم تسجل أغنية "Runaway" في الألبوم مع أعضاء الفرقة وقت إصدار الألبوم، وإن قكروا بوضع أغنية "Runaway '94" على الألبوم ولكنها لم تسجل. المطعم الموجود على غلاف الألبوم هو مطعم صغير على جانب الطريق في بلدة وول في نيو جيرسي، بالقرب من مفترق الطريق 33 والطريق 34.
«دائما»، أولى أغاني الألبوم، هي أعلى أغاني بون جوفي مبيعا في الولايات المتحدة، وبقيت لستة أشهر على المراكز العشرة الأولى في بيلبورد هوت 100، وحققت أيضا نجاحا دوليا وساعدت في جعل الألبوم يبلغ المركز الأول في قوائم الألبومات في 13 بلدا. كان الألبوم هو الأكثر مبيعا لعام 1994 في المملكة المتحدة وفي العديد من البلدان، واستمرت مبيعاته بشكل جيد. بيع منه أكثر من 21.5 مليون نسخة حول العالم، ويعتبر أخد أفضل الألبومات مبيعا على الإطلاق.
في عام 2005، أعيد إصدار الألبوم على شكل مجموعة من 3 أسطوانات تحت اسم "Deluxe Sound & Vision"، والتي تضمنت الألبوم الأصلي المحسن، مع قرص إضافي يحوي الوجه الثاني من الاغاني المنفردة، والأغاني النادرة والمفضلة لدى المعجبين، ودي في دي لايف إن لندن. صدر الألبوم المحسن الأصلي في عام 1998. كما أصدر شريط فيديو عن فيدبو كليبات الأغاني في نفس الفترة، وبه 16 فيديو لأغاني الفرقة.

## روابط خارجية
- كروس رودز على موقع أول موفي (الإنجليزية)